# Okletac
Okletac (cyr. Оклетац) – wieś w Serbii, w okręgu zlatiborskim, w gminie Bajina Bašta. W 2011 roku liczyła 543 mieszkańców.